# Ceylonosticta subtropica
Ceylonosticta subtropica – gatunek ważki z rodziny Platystictidae. Endemit Sri Lanki.